# Kurenai (singolo)
紅 (Kurenai) è un singolo del gruppo musicale giapponese X Japan, pubblicato nel 1989, tratto dall'album Blue Blood.

## Tracce
1. 紅 (Kurenai) - 6:54 -  (Yoshiki - Yoshiki)
2. 20th Century Boy (Live 10 giugno 1989) - 2:54 -  (Marc Bolan - T.Rex)

## Formazione
- Toshi - voce
- Taiji - basso
- Pata - chitarra
- Hide - chitarra
- Yoshiki - batteria & pianoforte